# León Villuendas Polo
León Villuendas Polo (Torrijo del Campo, 26 de noviembre de 1885-Onteniente, 7 de diciembre de 1968) fue un religioso español.

## Biografía
Natural de Torrijo del Campo, dejó dicha localidad en 1898 para unirse a la orden franciscana. En los años siguientes pasó como novicio por diversos conventos de la orden en la provincia de Alicante. En 1901 emitió los votos simples, en 1905 los solemnes y en 1910 fue finalmente ordenado sacerdote.
Posteriormente prosiguió su formación en Roma, donde se quedó como profesor de la Sagrada Escritura. Llegó a ser presidente del Ateneo Pontificio Antoniano, que en 1933 se convirtió en la Pontificia Universidad Antoniana. En 1937 pasó a Palestina, donde fue su orden tenía la Custodia de Tierra Santa, tras lo cual pasó por varios países de Oriente Medio, el Magreb y Europa antes de regresar a Roma en 1939 como definidor general de su orden.
El 29 de marzo de 1944 fue elegido obispo de Teruel, de donde era originario, siendo ordenado el 16 de julio. El cargo llevaba aparejado la administración apostólica de la vecina sede de Albarracín. En su diócesis destacó como propagandista y promotor de temas religiosos como la Semana Santa del Bajo Aragón. Fue igualmente autor, escribiendo varios libros sobre sus vivencias en Tierra Santa y sobre temas religiosos, De su estilo se reseña su uso de figuras modernas en medio de escenarios históricos, acercándolos al lector. Destacó igualmente como traductor desde el idioma alemán, del que tradujo unas meditaciones de P. Hasserhl.
Colaboró además con medios como Lucha o Radio Teruel. Políticamente, estaba marcado por el nacionalcatolicismo de su tiempo, si bien por su estancia en Roma mostraba inclinaciones similares al papa León XIII con su compatibilización de sociedad religiosa y civil. Evidenció sin embargo equidistancia entre la democracia y otras formas de gobierno, buscando legitimar el franquismo y su sistema de partido único. Tuvo también un gran interés en desarrollar una educación cristiana, incluyendo la promoción de la castidad y el rechazo del ateísmo.
Pasó sus últimos años aquejado por complicaciones de la diabetes, que le dejaron casi ciego. Estas complicaciones le afligieron cuando asistió como prelado a la primera sesión del Concilio Vaticano II en 1962. En 1964 recibió un homenaje al retirarse al convento de Onteniente, donde falleció en 1968.